# Lunsjön
Lunsjön är en sjö i Härjedalens kommun i Härjedalen och ingår i Ljusnans huvudavrinningsområde. Sjön har en area på 0,341 kvadratkilometer och ligger 541 meter över havet.

## Delavrinningsområde
Lunsjön ingår i det delavrinningsområde (693593-137893) som SMHI kallar för Utloppet av Lunsjön. Medelhöjden är 564 meter över havet och ytan är 3,23 kvadratkilometer. Det finns ett avrinningsområde uppströms, och räknas det in blir den ackumulerade arean 32,67 kvadratkilometer. Vattendraget som avvattnar avrinningsområdet har biflödesordning 3, vilket innebär att vattnet flödar genom totalt 3 vattendrag innan det når havet efter 335 kilometer. Avrinningsområdet består mestadels av skog (57 procent) och sankmarker (24 procent). Avrinningsområdet har 0,34 kvadratkilometer vattenytor vilket ger det en sjöprocent på 10,6 procent.